# Tropidurus jaguaribanus
Tropidurus jaguaribanus — вид ігуаноподібних ящірок родини Tropiduridae. Ендемік Бразилії.

## Поширення і екологія
Tropidurus jaguaribanus мешкають в долині річки Жагуарібі в штаті Сеара на північному сході Бразилії. Вони живуть серед заростей каатинги і скель. Ведуть денний спосіб життя. Відкладають яйця.